# Џон Нобл
Џон Нобл (енгл. John Noble) је аустралијски глумац, рођен 20. августа 1948. године у Порт Пирију (Аустралија).

## Филмографија
| Улоге Џона Нобла |                                    |               |              |                                                 |
| Година           | Српски назив                       | Изворни назив | Улога        | Напомена                                        |
| 2003.            | Господар прстенова: Повратак краља |               | Лорд Денетор | Америчка ТВ серија Успавана долина (ТВ серија). |